# إنترناشيونال بيزنس تايمز
إنترناشيونال بيزنس تايمز (بالإنجليزية: International Business Times)‏ تعرف أيضًا بأسماء مختصرة منها: (بالإنجليزية: IBTimes)‏ أو (بالإنجليزية: IBT)‏؛ هي صحيفة إلكترونية أمريكية، تأسست في العام 2005، ويقع مقرها في مدينة نيويورك، ويرأسها بيتر إس غودمان (بالإنجليزية: Peter S. Goodman)‏. لدى الصحيفة سبع نسخ وطنية حول العالم، تُنشر بأربع لغات. والصحيفة تختص بنشر أخبار وآراء ودراسات حول الأعمال والتجارة في العالم، وتُعد واحدة من أكبر المصادر الإخبارية الرقمية عالميًا، حيث تستقبل أربعين مليون زائر في كل شهر. وقد بلغت إيراداتها في العام 2013 حوالي 21 مليون دولار أمريكي.

## روابط خارجية
- إنترناشيونال بيزنس تايمز على موقع روتن توميتوز (الإنجليزية)